# Gustav Adolph von Rosenkampff
Gustav Adolph von Rosenkampff (russisch:  Густав Андреевич Розенкампф; * 6. Januar 1764 oder 5. Januar 1762 in Kersel; † 16. April 1832 in Sankt Petersburg) war ein Nachkomme der deutsch-baltischen Adelsfamilie Riesenkampf genannt Rehekampff. Er war als baltischer Landespolitiker Staatsrat und wurde 1817 gemeinsam mit seinem Neffen Karl von Rosenkampff (1793–1846) in den finnischen Freiherrenstand erhoben.

## Leben
Gustav Adolph wurde zunächst im häuslichen Schulunterricht erzogen und wechselte 1774 zum Privatunterricht bei Magister Friedrich Gotthilf Findeisen in Dorpat. Von 1784 bis 1786 studierte er an der Universität Leipzig und erhielt vom Hochstift Merseburg eine Präbende. 1785 erhielt er eine Anstellung als Übersetzer beim Kollegium der Auswärtigen Angelegenheiten in Sankt Petersburg. 1789 wurde er Kreisgerichtsassessor und 1796 Kreisrichter des Kreises Dorpat. 1801 wurde er zum Kollegialassessor ernannt und wechselte 1802 nach Sankt Petersburg. Es folgten 1803 die Berufung zum Hofrat und 1804 zum Kollegialrat unter gleichzeitiger Verwendung als Erster Referendar und Konferenzsekretär der Gesetzkommission. Zum Direktor der Rechtsschule in Sankt Petersburg wurde er 1805 ernannt und er bekleidete dieses Amt bis 1809. Danach wurde er Chef der Zivilabteilung der Gesetzkommission; von 1811 bis 1826 war er Mitglied in der Kommission für die Finnlandgeschäfte. 1812 wurde er zum Wirklichen Staatsrat berufen und war Mitglied des Finnland-Komitees für die Überführung Russisch-Finnlands in ein Großfürstentum. Gleichzeitig war er Mitarbeiter des Staatssekretärs Engel und trug dem Reichsrat die Gesetzentwürfe und Gutachten der Gesetzkommission vor. Im selben Jahr wurde er in Finnland naturalisiert. Zwischenzeitlich entwarf er Pläne zum Zivil- und Strafrecht, Handelsrecht und zur Prozessordnung; er bearbeitete Gesetzesentwürfe über den Staatsdienst, die schiedsrichterlichen Angelegenheiten sowie die Rekrutenerhebung. Er revidierte die „Bauernverordnung für die Ostseeprovinzen“ und die „Estländische Bauernverordnung“ von 1816. Im Jahre 1817 wurde er zum finnländischen Freiherren erhoben und 1818 in die Adelsmatrikel des Finnischen Ritterhauses aufgenommen. Auf eigenen Wunsch wurde er 1822 aus der Gesetzkommission entlassen.

## Russlands Finnlandpolitik 1811–1826

Das offizielle Wappen des Großfürstentums verband den zweiköpfigen Adler des Russischen Reiches mit dem aus schwedischer Zeit übernommenen Löwensymbol.

Seit 1804 arbeitete Rosenkampff als Referent in der „Kommission zur Erstellung der Gesetze“ (Komissija sostavlenija zakonov), er galt als ausgewiesener Rechtsexperte. 1811 wurde er mit der Aufsicht über die Umgestaltung Altfinnlands nach 1811 betraut. Mit der Reorganisation des Komitees wurden ihm 1816 die Leitung entzogen und seine Befugnisse eingeschränkt. Als Mitglied dieses Komitees, welches von 1811 bis 1826 die russische Finnlandpolitik steuerte, geriet er mehrere Male mit den zaristischen Vorstellungen in Konflikt. Er vertrat und forderte mehrmals die Autonomie des Großfürstentums Finnland und bezweifelte die Ansicht, dass russische Ukase in Finnland publiziert werden müssten. Ein weiterer Grund zu seiner Berufung war seine Fähigkeit, Gesetzestexte zu kodifizieren, gleichzeitig war er ein Gegenpol zum Zarengünstling Gustav Mauritz Armfelt und dem Kodifikationschef Michail Michailowitsch Speranski. In Folge dieses Zustandes blieb Rosenkampff im Komitee isoliert und seine Arbeit wurde nicht entsprechend gewürdigt. Dies gipfelte in der Verweigerung einer Pension nach seinem Ausscheiden. Rosenkampff war ein moderner Vertreter der Rechtsschule und verwies auf den historisch-nationalen Charakter des Rechts. Zudem wandte er sich gegen die Verwendung von ausländischen Gesetzbüchern und favorisierte eine eigene Rechtsentwicklung. „Dieser Grundsatz hinderte Rosenkampff allerdings nicht daran, die ‚fremden‘ Rechte gegebenenfalls indirekt verwerten zu können“.

## Herkunft und Familie

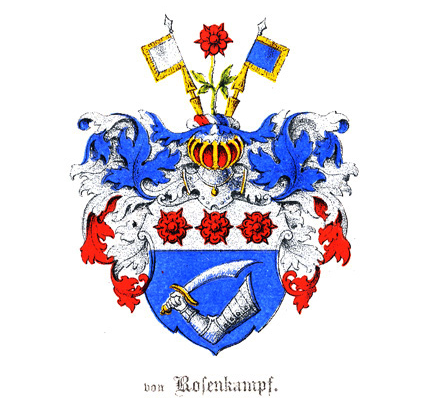
Wappen der Adelsfamilie Rosenkampff

Gustav Adolph v. R. stammte aus der deutsch-baltischen Adelsfamilie Riesenkampff genannt Rehekampff, die seit 1600 in Estland ansässig war. Stammvater ist Jost Riesenkampff (um 1606–1657), der von Estland nach Schweden übersiedelte, ihm folgte sein Sohn Johann Riesenkampff (1635–1689), der schwedischer Rittmeister war. Dieser wurde 1687 in den schwedischen Adelsstand unter dem Namen von Rosenkampff erhoben. Ihm folgten in männlicher Stammfolge Johann Heinrich von Rosenkampff († 1723) und Reinhold Johann von Rosenkampff (um 1705–1784). Des letzteren Sohn war Kaspar Heinrich von Rosenkampff (1743–1790), der Landrat und Landmarschall war. Er war der Vater von Gustav Adolf, seine Mutter war Katharina von Rosenkampff, eine geborene von Hagemeister (1742–1805). Gustav Adolf heiratete 1799 in Dorpat Maria Franziska de Moret de Blaramberg. (* 1779 in Karlsruhe; † 1834 in Sankt Petersburg), sie hatten keine Nachkommen.

## Auszeichnungen
- 1802 Russischer Orden des Heiligen Wladimir 4. Klasse
- 1805 Russischer Orden der Heiligen Anna 2. Klasse
- 1810 Orden des Heiligen Wladimir 3. Klasse
- 1813 Russischer Orden der Heiligen Anna 1. Klasse
- 1819 Orden des Heiligen Wladimir 2. Klasse